# Dubbelspel in Pakistan
Dubbelspel in Pakistan is een spionageroman van auteur Gérard de Villiers en deel 160 uit de S.A.S.-reeks met als protagonist de Oostenrijkse prins en freelance CIA-agent Malko Linge.

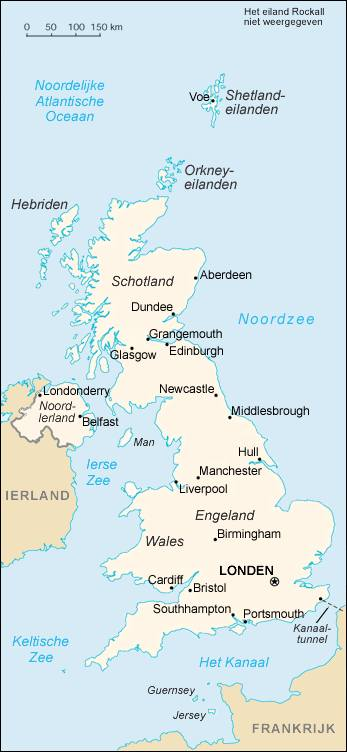
Een overzichtskaart van het Verenigd Koninkrijk.

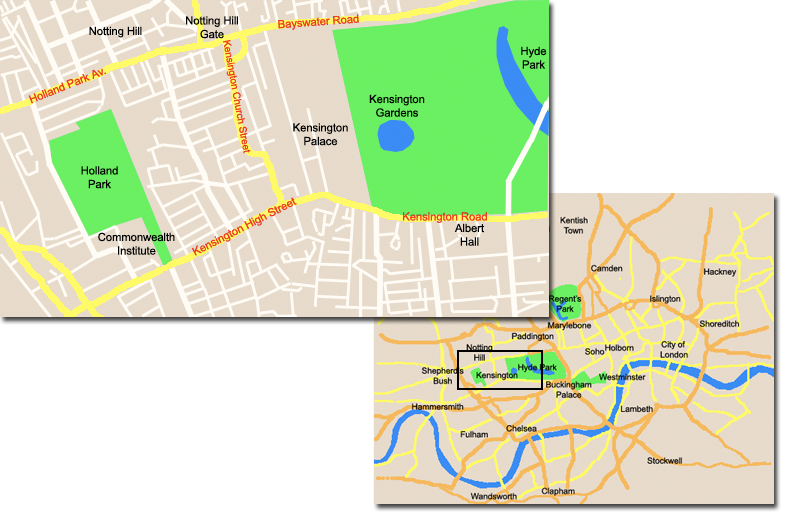
De wijk Kensington in Londen.

## Het verhaal
De Pakistaan Sultan Hafiz Mahmoed, specialist in het verrijken van natuurlijk uranium en als zodanig werkzaam aan het Pakistaanse atoomprogramma, heeft een geniaal plan uitgebroed dat de Verenigde Staten, de Joden en haar bondgenoten een zware slag moest toebrengen en de aanslagen van 11 september 2001 zou laten verbleken. Hij voelde zich persoonlijk vernederd door de Westerse wereld nadat deze de Taliban in Afghanistan had verslagen en Osama bin Laden op de vlucht was geslagen in het grensgebied tussen Pakistan en Afghanistan.
Uit wrok heeft hij in 2000 een niet-gouvernementele organisatie ten behoeve van de wederopbouw van Afghanistan opgericht, maar dat in werkelijkheid slechts een façade vormt voor de fondsenwerving van Al Qaida.
De CIA vermoedt dat de sultan de spil vormt rondom een mogelijke aanslag. Malko Linge wordt door de CIA gevraagd naar Londen te komen om contact te leggen met een Pakistaanse schone, Aisha Mokhtar. Zij is de maîtresse van Hafiz Mahmoed en woonachtig in Londen.
In Londen komt een oude en versleten videocamera, die ooit door Osama Bin Laden was gebruikt, in handen van MI-6 en deze bevat een videocassette met hierop zeer belangrijke inlichtingen over een naderende aanslag. De dreiging blijkt te bestaan uit een nucleaire aanslag met een fusietoestel met een kracht tussen de tien en twintig kiloton. De Britten besluiten een beroep te doen op de Amerikanen.
Aan Malko de taak om deze aanslag te voorkomen.

## Personages
- Malko Linge, Oostenrijkse prins en CIA-agent
- Alexandra Vogel, Malko's verloofde
- Milton Brabeck, CIA-agent
- Chris Jones, CIA-agent
- Sultan Hafiz Mahmoed, nucleair specialist
- Aisha Mokhtar, Pakistaanse en maîtresse van Hafiz Mahmoed
- Richard Spicer, COS van CIA-kantoor te Londen